# 5354 Hisayo
Az 5354 Hisayo (ideiglenes jelöléssel 1990 BJ2) egy kisbolygó a Naprendszerben. Ueda Szeidzsi és Kaneda Hirosi fedezte fel 1990. január 30-án.